# Carcastillo
Carcastillo település Spanyolországban, Navarra autonóm közösségben. Carcastillo Santacara, Murillo El Fruto, Gallipienzo-Galipentzu, Cáseda, Sos del Rey Católico, Castiliscar, Sádaba, Bardenas Reales és Mélida községekkel határos. Lakosainak száma 2411 fő (2024).

## Népesség
A település népessége az elmúlt években az alábbi módon változott:
| Lakosok száma | 2630 | 2675 | 2602 | 2617 | 2591 | 2504 | 2476 | 2495 | 2487 | 2411 |
|               | 2001 | 2004 | 2006 | 2009 | 2011 | 2014 | 2016 | 2019 | 2021 | 2024 |